# Noizu
Damian Rhodes is een  Amerikaanse dj en producer van housemuziek. In zijn nummers maakt hij veel referenties naar oude housemuziek uit de jaren negentig. Hij is het bekendst van zijn plaat Summer 91 (Looking Back), die in 2021 een hit werd.

## Biografie
Rhodes werd actief in de dancescene van Los Angeles. In 2017 verscheen met de Jungle EP zijn debuut. De jaren daarna verschijnen er diverse singles. Hierin sampled hij zo nu en dan oude houseplaten. Zo wordt in The Music Sounds Better With U de oude hit van Stardust gesampled, gebruikt hij in LFO het loopje uit de oude hit van LFO en de raps van Fast Eddie in Hands Up. In 2020 maakt hij de single Summer 91 uit. Door de pianoloop en een sample van Love's Gonna Get You van Jocelyn Brown. De single deed het goed. Maar de lockdown vanwege COVID-19 zat verder succes op feesten in de weg. Daarom werd het nummer in 2021 opnieuw in een vocale versie uitgebracht. Deze versie bereikte in Nederland de hitlijsten.

## Discografie
| Single met eventuele hitnotering(en) in de Nederlandse Top 40 | Datum van verschijnen | Datum van binnenkomst | Hoogste positie | Aantal weken | Opmerkingen          |
| ------------------------------------------------------------- | --------------------- | --------------------- | --------------- | ------------ | -------------------- |
| Summer 91 (Looking Back)                                      |                       | 26-06-2021            | 34              | 7            |                      |
| Catch my love                                                 | 08-10-2021            | 15-01-2022            | tip27*          |              | met Disciples & Moya |